# Al-Ruayni
Ismail b. Abd Allah al-Ruayni o al-Ruayni fue un pensador andalusí de la escuela sufi masarrí (Córdoba, 950-1040).

## Vida y obra
Nacido en Córdoba en 950, fue probablemente adoctrinado por algún discípulo directo de Ibn Masarra. Amenazado por sus doctrinas, en 980 se vio obligado a abandonar la corte califal, habiendo ya conseguido notoriedad filosófica y religiosa. Se instaló en Pechina, localidad cercana a Almería que ya acogía a un núcleo de masarríes. De esta comunidad se convirtió en imán, ejerciendo estrictos ayunos y penitencias. En dicha comunidad integró también a su familia: su hijo Abu Harun y una hija a la que llamaban la Ruayniya que llegó a ser culta maestra de la doctrina y fue madre de un hijo, Yahya, también entregado a la fe masarrí.
La fama de santidad y sus duras penitencias dieron a al-Ruayni una fama insólita entre el pueblo. La interpretación que el vulgo hizo de sus peculiares enseñanzas, como las referidas al don de la profecía, la no resurrección de los cuerpos y la no omnisciencia de Dios, provocaron un cisma dentro de la doctrina masarrí y encumbraron a al-Ruayni como líder de un movimiento que se declaró fuera de la jurisprudencia musulmana y en guerra santa con el resto de los musulmanes, declarados infieles. La confusión del dogma y el iluminismo añadieron otras prácticas, rescatadas algunas del derecho consuetudinario árabe más antiguo, como la ilicitud de la propiedad privada, considerada un impedimento para la vida de perfección, o el matrimonio temporal.
Esta degeneración terminó pronto con estos "ruayníes", si bien sus enseñanzas permanecieron vigentes hasta tiempo después de la muerte de al-Ruayni, acaecida en 1040, influyendo en otros sufíes como el también almeriense Abenalarif. Tras su desaparición, Almería se convertiría en metrópolis de todos los sufíes de al-Ándalus.
Como curiosidad cabe destacar que aún hoy existe un paraje poblado cercano a Pechina llamado El Ruini (perteneciente al término municipal de Gádor, provincia de Almería), que según se cree, recibió su nombre del filósofo sufí.